# 陈辉 (上将)
陈辉（1963年11月—），河北文安人，中国人民解放军上将。现任陆军政治委员。
毕业于河北工学院。曾任空降兵第43师政治委员。2010年3月，任空军指挥学院副政治委员。2016年1月，任南部战区空军纪委书记。2020年9月，任空军纪委书记、监委主任。2021年8月，转任战略支援部队航天系统部政治委员。2024年4月，任军事航天部队首任政委。12月，转任陆军政委。
2011年7月，晋升空军少将军衔。2020年9月，晋升中将军衔。2024年12月23日，晋升陆军上将军衔。